# Gezellig knotsje
Het gezellig knotsje (Typhula erumpens) is een schimmel behorend tot de familie Typhulaceae. Hij leeft saprotroof op gevallen takjes en stammetjes van voornamelijk loofbomen. Hij is met name gemeld van Fraxinus, wilgen (Salix), populieren (Populus) en ook van bramen (Rubus), op vochtige, veelal kalkhoudende bodem.

## Kenmerken
De vruchtlichamen groeien met enkelen bij elkaar uit in een klein, bruin, rond of langwerpig, afgeplat sclerotium. De witte tot beige knotsjes worden tot 1 cm hoog. Het steeltje is ietwat behaard en even grote als het brede deel. De schors splijt open nog voor de paddenstoelen verschijnen.
De basidiosporen meten 8,5-11(12,5) × 3,3-4,2 um.

## Verspreiding
In Nederland komt het gezellig knotsje vrij algemeen voor.